# Episodi di Dark Matter (serie televisiva 2015) (prima stagione)
La prima stagione della serie televisiva Dark Matter è stata trasmessa negli Stati Uniti in prima visione dal 12 giugno al 28 agosto 2015 su Syfy. In italiano la stagione è ancora inedita.
| nº | Titolo originale | Titolo italiano | Prima TV USA   | Prima TV Italia |
| -- | ---------------- | --------------- | -------------- | --------------- |
| 1  | Episode 1        | Episodio 1      | 12 giugno 2015 | inedita         |
| 2  | Episode 2        | Episodio 2      | 19 giugno 2015 | inedita         |
| 3  | Episode 3        | Episodio 3      | 26 giugno 2015 | inedita         |
| 4  | Episode 4        | Episodio 4      | 3 luglio 2015  | inedita         |
| 5  | Episode 5        | Episodio 5      | 10 luglio 2015 | inedita         |
| 6  | Episode 6        | Episodio 6      | 17 luglio 2015 | inedita         |
| 7  | Episode 7        | Episodio 7      | 24 luglio 2015 | inedita         |
| 8  | Episode 8        | Episodio 8      | 31 luglio 2015 | inedita         |
| 9  | Episode 9        | Episodio 9      | 7 agosto 2015  | inedita         |
| 10 | Episode 10       | Episodio 10     | 14 agosto 2015 | inedita         |
| 11 | Episode 11       | Episodio 11     | 21 agosto 2015 | inedita         |
| 12 | Episode 12       | Episodio 12     | 28 agosto 2015 | inedita         |
| 13 | Episode 13       | Episodio 13     | 28 agosto 2015 | inedita         |

## Episodio 1
- Titolo originale: Episode One
- Diretto da: T.J. Scott
- Scritto da: Joseph Mallozzi e Paul Mullie

### Trama
Su un'astronave alla deriva nello spazio, sei persone si svegliano dall'animazione sospesa in un'amnesia retrograda. Decidono di utilizzare i numeri dall'uno al sei come nome temporaneo. Ognuno ha talenti e personalità particolari: Uno sembra la coscienza del gruppo, Due conosce il sistema della nave ed è un leader deciso, Tre è bravo con le armi da fuoco e ha un comportamento aggressivo, Sei è un capace pilota di navi ed è gentile, Quattro è un taciturno esperto di arti marziali e nell'uso dell'arma bianca, Cinque è una giovane ragazza esperta in elettronica. Esplorando la nave, carica di armi, Tre trova una capsula con dentro una settima persona: aprendola, la donna al suo interno si rivela un'androide che attacca a vista. Due riesce a disattivarla e a riprogrammarla per aiutarla nella riparazione della nave. Attaccati da una nave misteriosa, riescono a fuggire nell'iperspazio verso l'ultima destinazione della nave. Durante il viaggio Quattro cerca di aprire una scatola trovata in uno scomparto segreto e Tre trova una camera blindata che non riesce ad aprire. Arrivati a destinazione Uno, Tre, Quattro e Sei sbarcano con uno navetta alla ricerca di informazioni; i minatori della colonia spiegano che sono minacciati dalla Ferrous Corporation che vuole cacciarli per creare una base propria. Per farlo hanno assoldato i "Raza", a detta dei colonia dei crudeli mercenari alieni; la loro speranza è che arrivi un carico di armi che hanno acquistato. Tornati alla nave, Uno è convinto che le armi a bordo siano per la colonia, anche perché possiedono un ciondolo che doveva avere chi avrebbe consegnato le armi; Tre tuttavia non è convinto e la faccenda viene messa ai voti: viene deciso di cedere ai minatori metà delle armi e tenere il resto per venderle e sopravvivere. Mentre stanno per sbarcare, l'androide recupera i dati dell'equipaggio dalla banca dati dell'astronave: tutti esclusa Cinque sono pericolosi criminali mercenari: Jace Corso (Uno), Portia Lin (Due), Marcus Boone (Tre), Ryo Tetsuda (Quattro) e Griffin Jones (Sei). Infatti, "Raza" è il nome della loro astronave.

## Episodio 2
- Titolo originale: Episode Two
- Diretto da: T.J. Scott
- Scritto da: Joseph Mallozzi

### Trama
L'equipaggio decide di procedere alla consegna delle armi, ma mentre sono sul pianeta arriva in orbita un incrociatore della Ferrous Corporation che sbarca delle truppe. Uno cerca di convince i soldati a ritirarsi, ma scoppia uno scontro in cui i soldati però hanno la peggio. Il comandante dell'incrociatore intanto offre a Due la salvezza se abbandonerà i compagni sul pianeta, e lei decide accettare. Uno, Tre, Quattro e Sei cercano di tornare sulla Raza ma si rendono conto che se n'è andata, perciò decidono di aiutare i minatori a difendere la colonia. Quando il secondo contingente della Ferrous, molto più numeroso, sta avendo la meglio, la Raza torna accompagnata da navi della Mikkei Combine, rivale della Ferrous, che prendono sotto la propria protezione il pianeta dei minatori. La Ferrous si ritira e l'equipaggio della Raza si riunisce decidendo di fare rotta verso una stazione spaziale per riparazioni e i rifornimenti. Quattro si accorge che la scatola misteriosa, aperta per caso da Cinque, contiene un anello. Cinque nel frattempo racconta a Due di avere sogni in cui rivive ricordi di altre persone: in uno di essi, qualcuno sabota le capsule criogeniche per cancellare la loro memoria perché li ritiene pericolosi.

## Episodio 3
- Titolo originale: Episode Three
- Diretto da: Paolo Barzman
- Scritto da: Martin Gero

### Trama
Tre propone di vendere la nave quando arriveranno alla stazione, ma gli altri non concordano. Cinque girovagando trova il cadavere di un ragazzo, che si scopre essere morto dissanguato nel magazzino dov'è stato trovato. Cinque sfoga le sue preoccupazioni con Sei che decide di rendere noto a tutti che, in qualche modo, sembra che i ricordi di tutti siano finiti nel subconscio di Cinque. Tutti decidono di sottoporsi ad un interrogatorio da parte dell'androide per capire se qualcuno mente. Quando rimane da verificare solo Tre, la nave ha un guasto ed esce dall'iperspazio vicino a una supernova carica di radiazioni che stanno lentamente distruggendo la nave. L'androide esce per sostituire il componente guasto e ci riesce, ma una scarica elettrostatica la disattiva all'esterno. Malgrado l'opposizione di Tre e Quattro che vorrebbero andarsene subito, Uno e Sei escono e recuperano l'androide prima di ripartire. Nonostante le molte domande irrisolte e il dubbio che uno di loro sia un traditore, il gruppo decide di lasciare perdere per il momento la questione. Intanto, a una stazione spaziale, un uomo che dice di essere Jace Corso e con l'aspetto di Uno, è alla ricerca della Raza.

## Episodio 4
- Titolo originale: Episode Four
- Diretto da: Amanda Tapping
- Scritto da: Joseph Mallozzi

### Trama
Attraccati ad una stazione spaziale Uno e Tre ricercano un acquirente per il carico della nave, Sei cerca un medico per la ferita riportata durante la riparazione della nave e Due sfruttando le capacità mnemoniche di Cinque, tenta di fare soldi con il gioco d'azzardo. Quattro intanto scopre che l'anello di sua proprietà appartiene alla famiglia Ishida, dinastia reale di Zairon. Sei viene curato, ma il medico scopre attraverso l'esame del DNA che è un ricercato, tentando di farlo arrestare; Sei tuttavia se ne accorge e fugge sulla Raza. Due e Cinque vengono accusati di contare le carte, i soldi vengono confiscati e loro presi da parte dal direttore del Casinò. Durante la discussione, quando il direttore alza le mani su Cinque, Due si ribella uccidendolo insieme alle sue guardie. Anche loro due scappano sulla nave a mani vuote. Nel frattempo Uno e Tre vengono catturati da un uomo che dice di essere il vero Jace Corso e che accusa Uno di avergli rubato aspetto e identità. Tre offre all'uomo le armi in cambio della libertà e lui, approfittando dell'aspetto identico a Uno, ruba il carico d'armi dalla nave prima di tornare per eliminare Uno e Tre, che tuttavia intanto si sono liberati e ritornati sulla Raza. Tre copre Uno sul fatto che sia un impostore, ma lo ricatta obbligandolo ad essere d'accordo con lui in ogni futura decisione. Mentre la nave riprende il viaggio nell'iperspazio, Quattro facendo ricerche nell'archivio scopre di essere il principe ereditario della famiglia Ishida, nonché figlio e principale sospettato dell'assassinio dell'imperatore Ishida Tatsuyo.

## Episodio 5
- Titolo originale: Episode Five
- Diretto da: Lee Rose
- Scritto da: Paul Mullie

### Trama
L'equipaggio della Raza è in ristrettezze finanziarie; Cinque rivela agli altri di avere trovato una camera blindata, ma nessuno conosce la password per entrare. Tabor Calchek, un intermediario che già aveva procurato loro il lavoro precedente, gli offre di recuperare il carico di un'astronave alla deriva. Approdati sulla nave, mentre Due cerca di riparare il sistema per il viaggio nell'iperspazio, gli altri cercano oggetti di valore per arrotondare il loro compenso. Due viene attaccata e morsa da un membro dell'equipaggio infettato da un misterioso virus; Quattro e Sei la salvano e i tre ritornano sulla Raza, dove Due viene chiusa in isolamento e sottoposta ad una scansione per capire se sia infetta. L'androide scopre che la nave proveniva da una zona di quarantena dove in un laboratorio di ricerca era stato per errore sintetizzato un virus letale, e Due ne è infetta. Intanto Uno e Tre incontrano degli altri infetti e nello sparare causano la decompressione di una sezione della nave, rimanendo intrappolati dalla parte opposta rispetto all'uscita. Sei li va a riprendere e indica loro una seconda uscita: i due si fanno largo tra gli infetti e riescono a ritornare salvi sulla Raza. Uno decide di fare esplodere la nave infetta, ignorando le minacce di Tre sul rivelare che sia un impostore. Ad una seconda scansione, Due risulta inspiegabilmente guarita e rilasciata; tornata nella sua stanza, la donna scopre che altrettanto inspiegabilmente anche la ferita si è già completamente rimarginata.

## Episodio 6
- Titolo originale: Episode Six
- Diretto da: Ron Murphy
- Scritto da: Paul Mullie

### Trama
Le finanze del gruppo sono sempre più critiche e Cinque si offre di scoprire la password della camera blindata utilizzando una sonda mentale per farle esplorare i ricordi condivisi di tutti: inizialmente sogna di essere il principe ereditario Ishida Ryo, cioè Quattro, scoprendo che la sua matrigna lo ha incastrato per l'assassinio del padre, al fine di portare suo figlio, il fratello minore, al trono. In seguito esplora un suo ricordo quando era una ladruncola di nome Das, scoprendo di avere rubato una sorta di chiave molto preziosa da uomini pericolosi. Das scappò con il suo amico T.J., ferito da quegli uomini, intrufolandosi come clandestini sulla Raza. Lì sentì Uno e Sei parlare della password "Malethorpe", poi venne scoperta da Tre che la stava per buttarla fuori dalla camera stagna. Siccome Cinque non si sveglia più, Sei si offre di collegarsi per andarla a recuperare. L'uomo rivive il tempo in cui faceva parte della Procyon Insurrection, un gruppo di sovversivi, scoprendo però di essere stato manipolato e avere commesso una strage di innocenti. Sei si ritrova poi in un altro ricordo, forse appartenente a Uno, dove incontra Cinque e la convince a ritornare alla realtà. Svegliatasi, Cinque rivela a Quattro la verità scoperta, mentre Sei cerca informazioni sul "Generale", il leader della Procyon Insurrection.

## Episodio 7
- Titolo originale: Episode Seven
- Diretto da: Bruce McDonald
- Scritto da: Robert C. Cooper

### Trama
L'equipaggio apre la camera blindata con la password scoperta da Cinque trovando, oltre a molto denaro, tra le altre cose anche una donna ibernata e un nuovo androide di nome Wendy, che Uno attiva e ben presto intrattiene il gruppo con le sue molteplici abilità. La donna si rivela invece affetta da una malattia mortale incurabile, ibernata per rallentare il processo. Fatta risvegliare per avere risposte, spiega di chiamarsi Sarah e di avere salvato Tre trovato per caso ferito, avendo vissuto con lui diverso tempo, finché la malattia si è manifestata e Tre l'ha chiusa in una capsula criogenica per cercare una cura. Intanto Wendy mette fuori uso l'androide, chiudendo Uno, Due, Quattro e Sei nella mensa e dirigendo l'astronave verso una stella per distruggerla: si rivela infatti una trappola pianificata da un loro vecchio nemico, Cyrus King. Tre chiude Sarah nella capsula e fa da esca, mentre Cinque si intrufola sul ponte di comando: sblocca le porte permettendo agli altri di sopraffare Wendy e resettare i comandi per portare la Raza lontano dalla stella. Tuttavia, a causa dei danni ricevuti alla nave, la capsula contenente Sarah si è spenta e la donna è morta. Uno si sente responsabile, ma Tre si dimostra incredibilmente comprensivo e gli dice che non ha colpa.

## Episodio 8
- Titolo originale: Episode Eight
- Diretto da: Trevor Finnl
- Scritto da: TW Peacocke

### Trama
La Raza attracca ad una stazione spaziale per riparazioni e rifornimenti. Sei trasferisce la sua coscienza in un clone tramite un macchinario usato per il viaggio interspaziale, cercando di rintracciare il "Generale" capo della Procyon Insurrection. Cinque avverte gli altri delle azioni di Sei che frugano nella sua stanza scoprendo che è un terrorista accusato di strage. Uno e Quattro utilizzano lo stesso macchinario per inseguirlo, ma il clone di Uno appare con le sue sembianze originali ed è costretto a confessare al compare la verità. Sei raggiunge il Generale e riesce ad ucciderlo, ma scopre che è solo un clone; viene quindi raggiunto da Uno e Quattro e insieme tornano alla Raza. Due è arrabbiata per l'accaduto e rimprovera tutti perché i segreti fra di loro li rendono vulnerabili, ma quando poi si sfoga con l'androide, questi la spinge a rivelare anche la verità su chi sia veramente lei. Intanto, mentre Quattro contatta suo fratello Hiro Ishida, ora imperatore, Uno attraverso la scansione di DNA fatta per clonarsi scopre di essere in realtà il miliardario Derrick Moss e che Tre, cioè Marcus Boone, è il principale sospettato per l'assassinio della moglie Catherine Moss.

## Episodio 9
- Titolo originale: Episode Nine
- Diretto da: Ron Murphy
- Scritto da: Joseph Mallozzi

### Trama
La Raza riprende il viaggio, ma Quattro è sparito. Cinque rivela agli altri la sua discendenza e viene deciso di andarlo a cercare. Quattro intanto ha chiesto a suo fratello Hiro di incontrarsi, ma si presenta al suo posto il suo vecchio maestro Akita. Questi sconfigge a duello Quattro e lo conduce verso la nave come prigioniero. Uno, Due e Tre intercettano il plotone che lo sta scortando uccidendo i soldati e Quattro decide di uccidere Akita per mandare un messaggio a sua fratello. Hiro viene a sapere quanto è accaduto ed è arrabbiato con la madre poiché in realtà credeva alle parole del fratello e voleva incontrarlo, ma la madre continua a manipolarlo. La Raza riprende il viaggio, ma viene improvvisamente attaccata da navi della Ferrous Corporation.

## Episodio 10
- Titolo originale: Episode Ten
- Diretto da: John Stead
- Scritto da: Joseph Mallozzi e Paul Mullie

### Trama
La Raza viene salvata dall'arrivo di navi della Mikkei Combine che fanno ritirare la Ferrous. La Mikkei offre loro un lavoro: rubare un dispositivo da una stazione di ricerca della Traugott, insieme alla banda di mercenari di un certo Wexler. Questi molesta sessualmente Due che in risposta gli rompe un polso. Cinque prende quindi il posto di Wexler per la parte di apertura della camera blindata. Nonostante numerosi imprevisti, grazie anche alle abilità di Cinque riescono ad infiltrarsi e trafugare il dispositivo, che viene messo nella camera blindata. Mentre tutti festeggiano, Wexler e la sua banda mettono fuori uso l'androide e prendono il controllo della nave: Due viene messa nella camera di decompressione e gli altri vengono ricattati per farsi rivelare il codice della camera blindata, oppure Due verrà espulsa nello spazio. Tre rivela la password, ma Wexler espelle ugualmente Due dalla nave.

## Episodio 11
- Titolo originale: Episode Eleven
- Diretto da: Martin Wood
- Scritto da: Paul Mullie

### Trama
L'equipaggio della Raza, eccetto Due, viene imprigionato nella camera blindata. Mentre Wexler e i suoi aspettano la corporazione Volkov-Rusi a cui intendono vendere il dispositivo, rilevano un guasto in un componente esterno. Cinque viene prelevata e costretta a collaborare spiegando che qualcuno dovrà uscire per ripararla. Vons si offre volontario, ma appena esce dalla camera stagna la sua tuta perde pressurizzazione e gli stivali magnetici si disattivano, facendolo andare alla deriva e uccidendolo. Due rientra inspiegabilmente viva dalla camera stagna e affronta Tash, uccidendola prima che riporti Cinque nella camera blindata. Due e Cinque affrontano ed eliminano anche Cain e alcuni soldati appena giunti della Volkov-Rusi, che decide di ritirarsi. Due rinchiude quindi Wexler nella camera stagna, minacciando di espellerlo se non le rivela il nuovo codice della camera blindata. Wexler cede alla minaccia, ma Due lo espelle comunque dalla nave, mentre Cinque libera i compagni. Mentre questi sono sorpresi e turbati dalla natura di Due, l'androide spiega che la donna è un organismo bio-sintetico unico nel suo genere e creato illegalmente; Due possiede naniti riparatori e che adattano l'organismo, permettendole com'è stato di sopravvivere nello spazio o guarire da virus letali. Il dispositivo viene consegnato alla Mikkei e messo subito in opera; mentre la Raza si allontana, il dispositivo si sovraccarica disintegrando il pianeta in pochi secondi.

## Episodio 12
- Titolo originale: Episode Twelve
- Diretto da: Andy Mikita
- Scritto da: Joseph Mallozzi e Paul Mullie

### Trama
Due, parlando con il loro intermediario Tabor Calchek, capisce che sono stati manipolati insieme alla Mikkei dalla Traugot che voleva testare un ordigno dell'apocalisse che ha manifestato un buco bianco. Calcheck offre loro un lavoro da parte della Ferrous per appianare le loro divergenze: salvare uno scienziato rapito da una corporazione rivale. L'equipaggio della Raza entra nella struttura, ma scoprono che è una trappola per catturare Due, ideata dal suo creatore Alexander Rook. Questi, che afferma che il suo prototipo si chiama Rebecca, lascia andare gli altri con la promessa che desistano dal liberarla. 
L'equipaggio della Raza finge di andarsene, poi ritorna sul pianeta sganciando l'androide dallo shuttle che si infiltra nel laboratorio e distrugge il campo di contenimento che inibiva Due. Quest'ultima riesce a liberarsi prima che le venga asportato il cervello e insieme all'androide fa esplodere il laboratorio e fa ritorno dai suoi compagni. Tuttavia, Rook è fuggito prima che potesse essere trovato. Cinque intanto recupera una memoria dati nascosta in passato di cui aveva riacquistato memoria e al suo interno vi trova un file audio dove Due e Quattro complottano di uccidere qualcuno. Nel frattempo, qualcuno del gruppo mette fuori uso l'androide con un bastone elettrificato.

## Episodio 13
- Titolo originale: Episode Thirteen
- Diretto da: Andy Mikita
- Scritto da: Joseph Mallozzi e Paul Mullie

### Trama
L'androide viene trovato privo del chip neurale e l'equipaggio perlustra la nave senza tuttavia trovare nessun altro a bordo. Scoprono che qualcuno ha prelevato il bastone taser dalla camera blindata, quindi il colpevole deve essere stato uno di loro. Mentre decidono sul da farsi, Quattro perde i sensi a causa di una droga nell'acqua. Cinque fa ascoltare a Sei la registrazione audio e questi pensa sia lei la responsabilità dell'amnesia, probabilmente per proteggere la persona presa di mira da Due e Quattro. Più tardi Sei viene ritrovato anch'egli senza sensi e la paranoia serpeggia tra i membri rimasti. Poco dopo i motori si guastano per essere stati sabotati, le armi sono bloccate e vengono raggiunti improvvisamente da una nave dell'Autorità Galattica. Mentre sono ancora ad accusarsi a vicenda, qualcuno getta bombe fumogene che fanno perdere i sensi a tutti esclusa Due, che viene stordita dal bastone taser. I soldati dell'Autorità Galattica portano via l'equipaggio della Raza con l'androide e Sei cammina a fianco ai soldati.